# Lily Herrmann-Conrady
Lily Herrmann-Conrady (* 29. März 1901 in Leipzig; † 26. August 1992 ebenda) war eine deutsche Malerin und Grafikerin.

## Leben und Werk
Die Eltern von Lily Herrmann-Conrady waren der Leipziger Sinologe August Conrady und Lucia, geb. Roßbach. Die Familie lebte von 1903 bis 1905 in China, wohin der Vater an die Universität Peking berufen worden war. Lily Conrady absolvierte in Leipzig die Höhere Bürgerschule und begann als 16-Jährige bei Otto Richard Bossert, Heinz Dörffel (1890 – 1953), Paul Horst-Schulze, Hans Soltmann, Hugo Steiner-Prag und Richard Otto Voigt ein Studium an der Akademie für graphische Künste und Buchgewerbe Leipzig. Bei Soltmann wurde sie Meisterschülerin.
1921 erblindete Lily Conrady infolge eines schweren Augenleidens zeitweilig, was sie zur Unterbrechung ihrer künstlerischen Arbeit zwang. 1922 begann sie an der Leipziger Universität ein Studium der Philosophie, Psychologie und Kunstgeschichte. 1923 heiratete sie den Psychologen Johannes Herrmann († 1983).
1930 begann Lily Herrmann-Conrady in Leipzig wieder künstlerisch zu arbeiten. Nach dem Umzug nach Dresden arbeitete sie dort als freischaffende Malerin, vor allem als Kinder-Porträtistin. Bei einem Bombenangriff auf Dresden wurde ihr Atelier zerstört. 1946 zog sie mit ihrem Mann zurück nach Leipzig, wo sie weiter freiberuflich tätig war, ab 1952 als Mitglied des Verbands Bildender Künstler der DDR.
Lily Herrmann-Conrady unternahm Studienreisen nach Italien, Schweden, Österreich, in die Schweiz und die CSSR.
Arbeiten Lily Herrmann-Conradys befinden sich u. a. im Museum der bildenden Künste Leipzig und im Lindenau-Museum Altenburg/Thür.

## Bildnerische Darstellung Lily Herrmann-Conradys
- Norbert Vogel: Malerin Lilly Herrmann-Conrady (Fotografie, 1985)[1]

## Werke (Auswahl)
- Greisin I (Bleistift, 1952; ausgestellt 1953 auf der Dritten Deutschen Kunstausstellung)[2][3]
- Greisin II (Bleistift, 1952; ausgestellt 1953 auf der Dritten Deutschen Kunstausstellung)[4][5]
- Porträt eines Lehrers (Kreidezeichnung, 1952; ausgestellt 1953 auf der Dritten Deutschen Kunstausstellung)[6]
- Dorfstraße (Bleistift, 16,5 × 20,5 cm; Lindenau-Museum Altenburg/Thür.)[7]
- Landschaft (Bleistift, 30,0 × 47,0 cm; Lindenau-Museum Altenburg/Thür.)[7]
- Porträt (Bleistift, 42,0 × 27,5 cm; Lindenau-Museum Altenburg/Thür.)[7]

## Ausstellungen
- 1953: Dresden, Dritte Deutsche Kunstausstellung[5]
- 1954, 1965, 1972 und 1979: Leipzig, Bezirkskunstausstellungen
- 1978: Leipzig, Museum der Bildenden Künste, Studiensaal der Graphischen Sammlung (Kabinettausstellung)